# Marko Petkovšek
Marko Petkovšek, slovenski matematik, * 9. april 1955, † 24. marec 2023

## Življenje in delo
Petkovšek je doktoriral na Univerzi Carnegie Mellon v Pittsburghu, Pensilvanija pri Danau Scottu. Bil je (od 2004 redni) profesor diskretne matematike in teoretične informatike (računalniške matematike) na Oddelku za matematiko in mehaniko Fakultete za matematiko in fiziko (FMF) Univerze v Ljubljani. Skupaj s Herbertom Wilfom in Doronom Zeilbergerjem je napisal knjigo A = B.
Pod njegovim mentorstvom je leta 2003 doktorirala Helena Zakrajšek na Univerzi v Ljubljani, ki ga je 2021 razglasila za zaslužnega profesorja.